# Bebelis picta
Bebelis picta là một loài bọ cánh cứng trong họ Cerambycidae.